# Phan Văn Xựng
Phan Văn Xựng (sinh ngày 07 tháng 3 năm 1967) là một Thiếu tướng Quân đội nhân dân Việt Nam và chính trị gia người Việt Nam. Ông là Nguyên Thành ủy viên,Phó Bí thư thường trực Đảng ủy quân sự thành phố,Nguyên  Chính ủy Bộ Tư lệnh Thành phố Hồ Chí Minh, đại biểu quốc hội Việt Nam khóa XV nhiệm kì 2021-2026, thuộc đoàn đại biểu quốc hội Thành phố Hồ Chí Minh.

## Xuất thân
Ông sinh ngày 07 tháng 3 năm 1967. Quê quán: xã Tân Thông Hội, huyện Củ Chi, Thành phố Hồ Chí Minh. Hiện cư trú tại: Số nhà 11/35 Nguyễn Đức Thuận, Tổ 109, Khu phố 9, Phường 13, quận Tân Bình, Thành phố Hồ Chí Minh.

## Giáo dục
- Cử nhân xây dựng Đảng và Chính quyền Nhà nước;
- Cao cấp Chỉ huy – Tham mưu cấp Chiến dịch – Chiến lược.

## Sự nghiệp
- Từ tháng 3 năm 1983 đến tháng 02 năm 1986: Công tác tại Ban Chỉ huy quân sự xã Tân Thông Hội, huyện Củ Chi, Thành phố Hồ Chí Minh.
- Từ tháng 3 năm 1986 đến tháng 8 năm 2003: Cán bộ trung đội, cán bộ đại đội, trợ lý cơ quan các đơn vị thuộc Bộ Tư lệnh Thành phố Hồ Chí Minh. Ông được kết nạp vào Đảng Cộng sản Việt Nam ngày 21 tháng 7 năm 1988.
- Từ tháng 9 năm 2003 đến tháng 12 năm 2009: Trợ lý Tuyên huấn, Trợ lý Cán bộ/Cục Chính trị Quân khu 7.
- Từ tháng 01 năm 2010 đến tháng 9 năm 2011: Chính trị viên Ban Chỉ huy quân sự quận Tân Phú, Bộ Tư lệnh Thành phố Hồ Chí Minh.
- Từ tháng 10 năm 2011 đến tháng 02 năm 2017: Phó Chính ủy, Chính ủy Sư đoàn 5/Quân khu 7.
- Từ tháng 3 năm 2017 đến năm 2020: Phó Chính ủy, Chính ủy Bộ Tư lệnh Thành phố Hồ Chí Minh.
Từ năm 2020 đến tháng 3 năm 2025:Thành ủy viên, Chính ủy Bộ Tư lệnh TPHCM
Sáng 14/2, Ban Thường vụ Đảng ủy Quân khu 7 tổ chức Hội nghị công bố, trao quyết định Nghỉ chờ hưu đối với Thiếu tướng Phan Văn Xựng, Thành ủy viên, Chính ủy Bộ Tư lệnh TPHCM từ ngày 1/3/2025